# Cyanopepla cruenta
Cyanopepla cruenta là một loài bướm đêm thuộc phân họ Arctiinae, họ Erebidae.